# A. W. Turner
A. W. Turner (* vermutlich in England; † 4. Februar 1963) war ein Amateurboxer und Sportfunktionär, der sich später als Fußballtrainer hervortat. Er lebte als Geschäftsmann in Hamburg, wo er unter seinem vollen, eingedeutschten Namen Albert Wilhelm Turner firmierte.

## Leben und Karriere
Turner wurde in Hamburg als Sportler bekannt, als er 1912 und 1913 in zwei Gewichtsklassen (inoffizieller) deutscher Amateur-Boxmeister wurde. Bereits 1910 dem Hamburger Fußball-Club beigetreten, gehörte er später dem Fußball-Ligaausschuss des Nachfolgers HSV an und trainierte mehrmals ehrenamtlich dessen 1. Mannschaft, so in den Spielzeiten 1920/21 (bis April), 1922/23, 1925/26 (ab Dezember 1925) und 1932/33 (bis April). Mit ihr gewann er dreimal die Norddeutsche Meisterschaft und einmal, 1923, die Deutsche Meisterschaft, nachdem auf die im Jahr 1922 errungene verzichtet wurde.

## Erfolge
- Deutscher Meister 1923
- Norddeutscher Meister 1921, 1923, 1933